# Rivisondoli

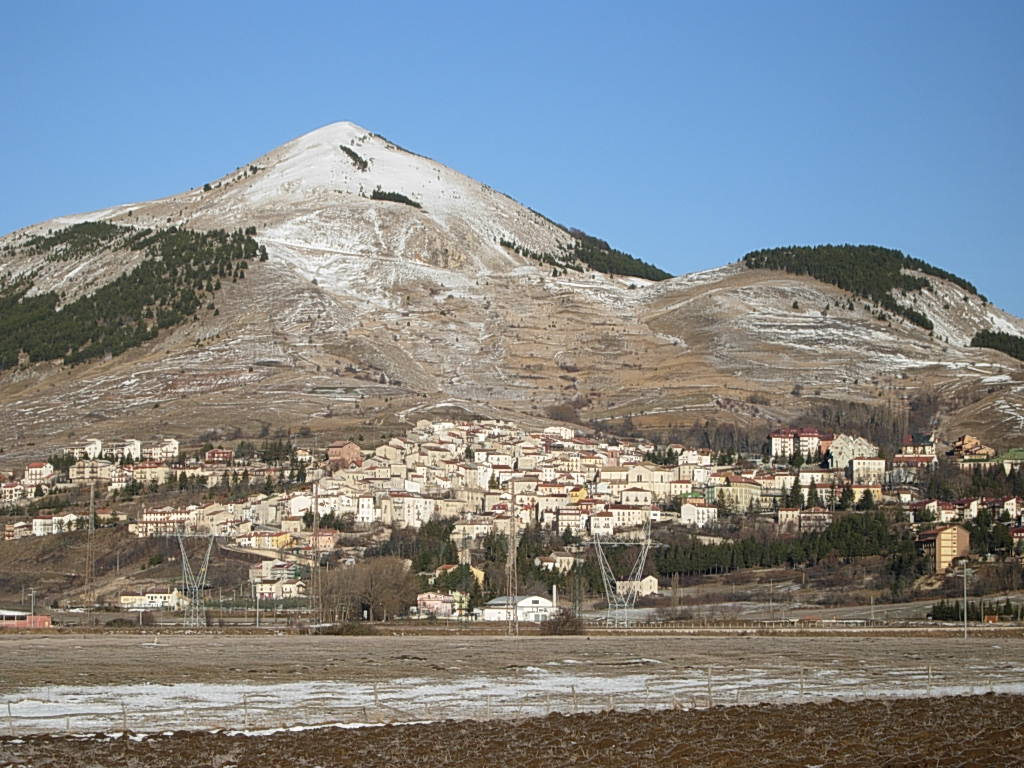
Rivisondoli

Rivisondoli ist eine italienische Gemeinde (comune) in der Provinz L’Aquila in den Abruzzen mit (Stand 31. Dezember 2023) 645 Einwohner. Die Gemeinde liegt etwa 77 Kilometer südöstlich von L’Aquila am Nationalpark Majella und gehört zur Comunità Montana Alto Sangro Cinque Miglia.

## Geschichte
724 wird in einer Urkunde des Herzogs von Benevent, Grimuald II., eine Ortschaft namens Rigu Sundulum erwähnt. 

## Verkehr
Der Bahnhof Rivisondoli-Pescocostanzo (in einer Höhe von etwa 1269 Metern gelegen) liegt an der Bahnstrecke von Sulmona nach Isernia. Durch die Gemeinden führen die Strada Statale 17 dell'Appennino Abruzzese e Appulo Sannitica von Foggia nach Antrodoco sowie die frühere Strada Statale 84 Frentana (heute eine Regionalstraße) von Roccaraso nach Altino.